# Wauja
Els waura o waujá són un poble indígena del Brasil. La seva llengua, el waurá, és una llengua arawak. Viuen a la regió propera al riu Xingu superior, al parc indígena del Xingu, i el 2010 tenien una població de 487 habitants.

## Assentaments
Viuen a l'Estat brasiler de Mato Grosso, a la reserva del Parc Indígena del Xingu. En particular, ocupen la zona propera al llac Piyulaga, un nom que es pot traduir com a "lloc de pesca", i que també dona el nom al poble. A partir de 2001, 273 membres vivien al poble principal, un centre circular habitat típic de les construccions de les poblacions assentades a la regió de Xingu, mentre que uns altres 63 membres vivien en altres llocs de la reserva.

## Història
Els waura i els mehinako, dues tribus de parla arawak originàries de l'alt riu Xingu, són probablement descendents de diverses tribus que van arribar a la regió aproximadament al segle IX o X dC. Els registres arqueològics que es remunten als anys 1000 i 1600 suggereixen que les persones que vivien a la regió eren majoritàriament sedentàries, amb comunitats relativament grans. Aquests pobles es van construir al voltant d’una plaça central i es van defensar amb cunetes i palissades. Les proves arqueològiques de la regió suggereixen una forta relació amb una banda de tribus arawak que s'estenen des de l'Alt Xingu fins a l'actual Bolívia. Es desconeix quin tipus de relació tenien les persones que parlaven arawak del riu Xingu superior amb altres tribus que parlaven carib, tot i que l'ordre multiètnic actual a la regió ja existia al segle xviii.
Van ser mencionats per primera vegada per l'etnòleg alemany Karl von den Steinen. En un del seu diari, explica una expedició al centre del Brasil i, el 24 d'agost de 1884, va passar per l'últim poble proper al riu Batovi i va preguntar als locals si hi havia alguna altra tribu; se li va dir que existien les tribus de Custenaú, Trumai i Vaurá. A més, gràcies a la investigació arqueològica, s’ha establert que els pobles de la zona descendien dels diversos grups que van emigrar des de l'extrem sud-oest de la conca amazònica i que havien fundat els primers pobles entre el 800 i el 900 aC. La naturalesa de les restes arqueològiques i la  datació de carboni indiquen assentaments estables a la zona, sense grans fluxos migratoris i basats en grans pobles circulars, amb una superfície estimada d'entre 40 i 50 hectàrees, i molt poblada .
El 1998, una petita porció de terra assignada al Wauja i denominada "Territori Indígena Batovi" va ser homologada dins del Parc indígena del Xingu. No obstant això, segons un cap wauja, la ubicació real per la qual els Wauja han estat lluitant des de fa dècades és un lloc sagrat situat en un jaciment arqueològic amb pintures rupestres anomenat Kamukuwaká, a 40 km al sud de la desembocadura del riu Ulupuene.

## Vida social
Són particularment coneguts pel refinament amb què decoren cistelles i gerros de ceràmica per les seves màscares rituals. Els ancians practiquen xamanisme. La cultura Wauja té una visió del món diferent en què els vincles entre animals, coses, humans i éssers no humans impregnen tota la concepció de la vida i fonamenten les seves pràctiques xamàniques.
Els Wauja reconeixen tres classes de xamans:
- Yakapá (literalment: "qui corre semi-conscient"), el més important, dotat d'una força terapèutica particular.
- Pukaiwekeho, mestre de les cançons xamàniques; aprendre les cançons, transmeses oralment de generació en generació, és un art considerat difícil i prestigiós. Dels set pukaiwekeho existents, dos també són yakapá, cosa que els dona un prestigi encara més gran.
- Yatamá (literalment: "aquells que només fumen"), xamans experts en l'art de fumar a partir de fulles de tabac, han de passar un aprenentatge que culmini amb el domini complet de les tècniques de trànsit i salvar l'ànima mitjançant endevinació.[1]